# Ernst Lührmann
Ernst Lührmann (* 29. Juli 1891 in Köln; † 6. Juli 1976 in Minden) war ein deutscher Politiker, Landrat des Landkreises Insterburg und Direktor des Oberversicherungsamtes Minden.

## Leben
Ernst Lührmann war ein Sohn des Apothekers Heinrich Lührmann. Nach dem Abitur am Gymnasium Köln studierte Ernst Lührmann Rechtswissenschaften und Staatswissenschaften in Freiburg, Berlin und Bonn und absolvierte im Juli 1914 das erste juristische Staatsexamen. Nach kurzer Zeit als Gerichtsreferendar beim Oberlandesgericht Köln musste er von März 1915 bis Dezember 1918 Kriegsdienst bei einem Dragoner-Regiment leisten. Hier war er Leutnant der Reserve.
Im Mai 1919 wurde Lührmann Regierungsreferendar in Kassel, legte im Juli 1921 die Große Staatsprüfung ab und wurde als Regierungsassessor dem Landratsamt Groß Strehlitz zugewiesen.
Im Februar 1923 folgte die Überweisung zum Polizeipräsidium Barmen-Elberfeld, das er bereits nach sechs Monaten verließ, um die Leitung des Polizeiamtes Gleiwitz zu übernehmen. Bevor Lührmann am 16. Dezember 1930 zum Landrat des Kreises Insterburg ernannt wurde, war er als Regierungsrat noch Leiter des Polizeiamtes Bottrop (Juni 1925 bis August 1926) und Polizeidezernent bei der Bezirksregierung Oppeln. Als Landrat blieb er bis 1935 im Amt. Nach vorübergehender Versetzung in den Einstweiligen Ruhestand kam er 1936 zur Bezirksregierung Minden und anschließender Verwendung in verschiedenen Behörden (u. a. 1938 Leiter des Gemeindeprüfungsamt und 1940 kommissarischer Landrat im Reichsgau Sudetenland), bis er im März 1943 als Oberregierungsrat Direktor des Oberversicherungsamtes in Minden wurde. In diesem Amt blieb er bis April 1945.
Im Entnazifizierungsverfahren wurde er in die Kategorie IV (Mitläufer) eingestuft und fand später wieder Verwendung im Staatsdienst als Richter am Landesverwaltungsgericht Minden. Zum 31. März 1956 ging Lührmann in den Ruhestand. Als Vertreter der Interessen des Ausgleichsfonds wurde er noch bis zum Jahresende 1959 weiter beschäftigt.
Lührmann war von 1929 bis 1933 in der Staatspartei, er trat zum 1. Mai 1933 der NSDAP (Mitgliedsnummer 2.857.001) und zum 1. Juli 1933 der SS bei (SS-Nummer 181.371).
1938 erfolgte die Beförderung zum Oberleutnant d. R. und 1939 wurde er Rittmeister d. R.
Ab Ende 1923 war er mit Margarete Gasch verheiratet.